# F1 Championship Season 2000
F1 Championship Season 2000 este un joc video de curse lansat în anul 2000 pentru diverse console de jocuri și console portabile. Jocul are la baza Sezonul de Formula 1 din 2000, a fost dezvoltat și publicat de EA Sports și lansat pentru Macintosh, PlayStation 2, PlayStation, Microsoft Windows și Game Boy Color.

## Bug-uri
În varianta Europeană pentru PS2 a jocului, atunci când jucătorul depăsește un adversar, acesta din urmă va accelera, mai ales în curbe, dincolo de nivelul de dificultate ales.

## Recepție
Jocul a primit recenzii medii și mixte. GameSpot i-a acordat nota 88/100 menționând că jocul a este cel mai arătos și are cel mai bun sunet dintre jocurile sub licența Formula 1 apărute pe PlayStation până la data recenziei. Între timp GamesRadar i-a acordat nota 50/100 - criticând lipsa de masini A.I. în multiplayer. 